# Triathlon na Igrzyskach Azjatyckich 2018
Triathlon na Igrzyskach Azjatyckich 2018 – jedna z dyscyplin rozgrywana podczas igrzysk azjatyckich w Dżakarcie i Palembangu. Zawody odbyły się w dniach 31 sierpnia – 2 września w Jakabaring Sport City w Palembangu. Do rywalizacji w trzech konkurencjach przystąpiło 94 zawodników z 24 państw.

## Uczestnicy
W zawodach wzięło udział 94 zawodników z 24 państw.
| Reprezentacja                | Liczba zawodników |
| ---------------------------- | ----------------- |
| Bahrajn                      | 2                 |
| Chiny                        | 6                 |
| Chińskie Tajpej              | 6                 |
| Filipiny                     | 7                 |
| Hongkong                     | 6                 |
| Indie                        | 4                 |
| Indonezja                    | 6                 |
| Iran                         | 1                 |
| Japonia                      | 5                 |
| Katar                        | 1                 |
| Kazachstan                   | 4                 |
| Kirgistan                    | 1                 |
| Korea Południowa             | 5                 |
| Kuwejt                       | 3                 |
| Makau                        | 5                 |
| Malezja                      | 4                 |
| Mongolia                     | 6                 |
| Nepal                        | 4                 |
| Palestyna                    | 2                 |
| Sri Lanka                    | 1                 |
| Syria                        | 2                 |
| Tajlandia                    | 5                 |
| Uzbekistan                   | 6                 |
| Zjednoczone Emiraty Arabskie | 2                 |
| 24 reprezentacji             | 94                |

## Medaliści
| Konkurencja     | Złoto                                                                 | Srebro                                                                    | Brąz                                                                 |       |
| --------------- | --------------------------------------------------------------------- | ------------------------------------------------------------------------- | -------------------------------------------------------------------- | ----- |
| Zawody mężczyzn | Jumpei Furuya                                                         | Ajan Bejsenbajew                                                          | Li Mingxu                                                            | [ 3 ] |
| Zawody mieszane | Japonia · Jumpei Furuya · Yuichi Hosoda · Yuka Sato · Yuko Takaahashi | Korea Południowa · Heo Min-ho · Jang Yun-jung · Kim Ji-hwan · Park Ye-jin | Hongkong · Bailee Brown · Choi Yan Yin · Law Leong Tim · Wong Tsz To | [ 4 ] |
| Zawody kobiet   | Yuko Takahashi                                                        | Zhong Mengying                                                            | Hoi Long                                                             | [ 5 ] |

## Tabela medalowa
| Pozycja | Reprezentacja    | Złoto | Srebro | Brąz | Razem |
| ------- | ---------------- | ----- | ------ | ---- | ----- |
| 1.      | Japonia          | 3     | 0      | 0    | 3     |
| 2.      | Chiny            | 0     | 1      | 1    | 2     |
| 3.      | Kazachstan       | 0     | 1      | 0    | 1     |
| 3.      | Korea Południowa | 0     | 1      | 0    | 1     |
| 5.      | Hongkong         | 0     | 0      | 1    | 1     |
| 5.      | Makau            | 0     | 0      | 1    | 1     |
| Razem   | Razem            | 3     | 3      | 3    | 9     |